# Jim Fortier
Jim Fortier (1970) è uno sceneggiatore, produttore televisivo e regista statunitense.
È noto negli Stati Uniti per aver creato le serie animate Squidbillies e The Brak Show, andate in onda su Adult Swim.

## Biografia
Jim Fortier è cresciuto a Conyers, in Georgia, dove ha frequentato il liceo Heritage High School. Qui ha conosciuto anche lo sceneggiatore Dave Willis, con il quale ha creato la serie animata Squidbillies. Il suo "marchio" di umorismo è stato ispirato dai Monty Python, Mike Judge, Steve Martin e I Jefferson.
La carriera di Fortier comincia nel 1996, quando viene accreditato nei ringraziamenti speciali dell'episodio Woody Allen's Fall Project di Space Ghost Coast to Coast. Fortier è diventato membro del cast a partire dalla quarta stagione (ricevendo promozioni per altri prodotti destinati a Cartoon Network), ricoprendo inizialmente il ruolo di line producer e contribuendo occasionalmente come supervisore alla produzione. Dalla quinta stagione della serie ricopre il ruolo di produttore televisivo, lavorando talvolta come sceneggiatore, sceneggiatore contribuente e doppiatore.
Nel 2000, dopo aver sceneggiato e prodotto lo speciale in due parti Brak Presents the Brak Show Starring Brak, Jim Fortier collabora con i suoi colleghi Andy Merrill e Pete Smith alla creazione dello spin-off di Space Ghost Coast to Coast, The Brak Show, trasmesso fino al 2003. Secondo Fortier, in The Brak Show faceva "da braccio destro aiutando nelle sceneggiature", affermando che tutto era gestito principalmente da Pete Smith.
Nel 2003, Mike Lazzo, ex vicepresidente di Adult Swim, ha accettato la sceneggiatura di un episodio pilota per una serie animata intitolata Squidbillies, scritta da Dave Willis e Fortier e basata sulle storie dei due creatori, entrambi cresciuti a Conyers, in Georgia, prestando occasionalmente la voce in Aqua Teen Hunger Force. Nel 2005, Fortier ha contribuito alla sceneggiatura dello speciale Anime Talk Show, anche noto come Adult Swim Brain Trust. Fortier ha continuato a doppiare occasionalmente in Squidbillies, scrivendo e producendo la serie fino alla sua conclusione il 13 dicembre 2021 con la tredicesima stagione. Nel 2007 ha continuato a lavorare per The Brak Show, co-dirigendo il webisodio Space Adventure con Pete Smith.
Ha lavorato come consulente creativo nel cortometraggio Too Many Cooks del 2014 e Final Deployment 4: Queen Battle Walkthrough del 2018 del programma Infomercials. Dal 2015 al 2019 è consulente creativo per la serie televisiva Your Pretty Face Is Going to Hell. Dal 2020 ha iniziato a sviluppare un episodio pilota intitolato Yenor, creato assieme a Matt Maiellaro e trasmesso ufficialmente nel 2023.

## Filmografia

### Attore

#### Televisione
- Space Ghost Coast to Coast - serie animata, 1 episodio (1999)

### Sceneggiatore
- Space Ghost Coast to Coast - serie animata, 10 episodi (1999-2003)
- Brak Presents the Brak Show Starring Brak - speciale animato, episodio 1x1 (2000)
- The Brak Show - serie animata, 29 episodi (2000-2003, 2007)
- Anime Talk Show - speciale animato (2004)
- Squidbillies - serie animata, 132 episodi (2005-2021)
- Yenor – episodio pilota (2023)

### Produttore
- Space Ghost Coast to Coast - serie animata, 13 episodi (1998-1999)
- Brak Presents the Brak Show Starring Brak - speciale animato, episodio 1x1 (2000)
- The Brak Show - serie animata, 29 episodi (2000-2003, 2007)
- Squidbillies - serie animata, 132 episodi (2005-2021)

### Regista
- The Brak Show - serie animata, 29 episodi (2000-2003, 2007)
- Squidbillies - serie animata, 132 episodi (2005-2021)
- Yenor – episodio pilota (2023)

### Doppiatore
- Space Ghost Coast to Coast - serie animata, 2 episodi (1997-1999)
- Aqua Teen Hunger Force – serie animata, 3 episodi (2003-2006)
- Squidbillies - serie animata, 6 episodi (2006-2017)